# Atractia nigripes
Atractia nigripes är en tvåvingeart som först beskrevs av Macquart 1838.  Atractia nigripes ingår i släktet Atractia och familjen rovflugor. Inga underarter finns listade i Catalogue of Life.